# Липецкий авиацентр
4-й Центр боевого применения и переучивания лётного состава (4-й ЦПБ и ПЛС) — структурное формирование ВКС России, осуществляющее переучивание лётного и инженерно-технического состава строевых частей, а также разработку и внедрение методик боевого применения авиационных комплексов (войсковая часть 81819, позывной «Ворсовка»).

Памятник Чкалову около Липецкого авиацентра

Официальное полное наименование организации — 4-й государственный ордена Ленина Краснознаменный центр подготовки авиационного персонала и войсковых испытаний Министерства обороны РФ имени В. П. Чкалова.
Начальник Липецкого авиационного центра с августа 2022 года — генерал-майор Мышкин Николай Николаевич.
4 ЦБП и ПЛС ВВС расположен на аэродроме «Липецк-2» в 8 километрах западнее центра Липецка, недалеко от городских районов Венера и Шахта № 10. На хранении здесь находится большое количество списанной авиатехники, предназначенной для утилизации: Су-24, Су-27, МиГ-23, МиГ-27, МиГ-29, МиГ-31
Помимо действующей бетонной взлётно-посадочной полосы (ВПП) 15/33, на аэродроме имеется старая бетонная ВПП 10/28 размерами 2 500×40 метров, она используется как места стоянок и рулёжная дорожка.

## История
История Липецкого авиацентра началась в годы Первой мировой войны. Ещё в 1916 году здесь появились первые мастерские по сбору французских самолётов типа «Люран». В октябре 1918 года, по приказу Главвоздухфлота, в Липецке начала формироваться эскадра тяжёлых бомбардировщиков «Илья Муромец». Эскадра базировалась на аэродроме, находившемся в то время на бывшей окраине города недалеко от железнодорожного вокзала (в районе современной улицы Терешковой). Бомбардировщики «Илья Муромец» и сопровождавшие их лёгкие аэропланы «Лебедь» активно участвовали в боевых действиях в период гражданской войны.
В марте 1923 года началось формирование Липецкой авиационной школы, которая предназначалась для обучения будущих советских лётчиков, но в 1924 году школа закрылась, так и не успев организоваться.

### Объект «Липецк» — немецкая авиационная школа

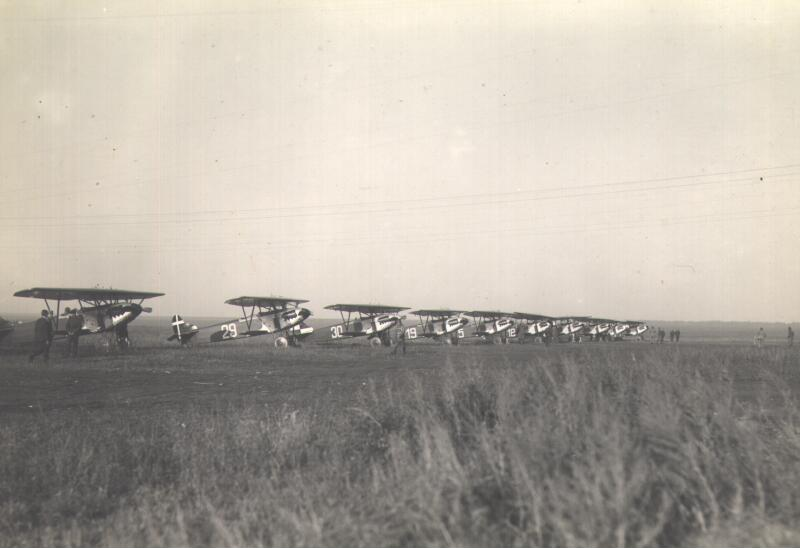
Истребители Fokker D.XIII в Липецке.

Научно-исследовательская деятельность в области самолётостроения и исследования материалов военной авиатехники на территории Германии, в рамках наложенных ограничений по Версальскому соглашению, была прекращена. Тем не менее, отдельные исследования могли проводиться за границей, в частности, в СССР. После заключённого 16 апреля 1922 года во время Генуэзской конференции Рапалльского договора советское руководство разрешило организацию в России объектов для испытания запрещенной Версальским договором военной техники и обучения военных кадров, немецкое руководство обещало, в свою очередь, содействовать экспорту немецкого технического опыта для развития оборонной промышленности Советской России.
Открытие немецкой авиационной школы в СССР планировалось с 1924 года. Документы о создании школы 15 апреля 1925 года в Москве подписаны начальником ВВС РККА П. И. Барановым и представителем «Зондергруппы Р» («Вогру») полковником X. фон дер Лит-Томзеном. Созданием школы руководила «авиационная инспекция № 1» германского оборонного управления. Использование аэродрома и сооружений школы было бесплатным, все расходы по полному оборудованию несла немецкая сторона. Ежегодно на содержание школы выделялось около 2 млн марок.
Немцы в очень короткий срок реконструировали производственные помещения, возвели два небольших ангара, ремонтную мастерскую, и уже 15 июля 1925 года совместная лётно-тактическая школа была открыта. Первоначально материальной базой служили 50 истребителей «Фоккер Д-XIII», закупленных «Вогру» на средства «Рурского фонда» в Нидерландах в 1923—1925 годах. 28 июня 1925 года самолёты прибыли из Штеттина в Ленинград на пароходе «Эдмунд Гуго Стиннес». Также были закуплены транспортные самолёты и бомбардировщики. Обучение лётного состава проходило в течение 5—6 месяцев. Руководил школой майор В. Штар, также предусматривалась должность советского заместителя, представителя РККА.
В полную силу школа начала работать в 1927 г. Начальник Разведупра РККА Берзин докладывал наркому обороны Ворошилову: «Школа в первые два года была материально слабо обеспечена, имела старые самолеты, и работа для нас особого интереса не имела. Начиная с 1927 г. школа начала работать, и наш интерес к ней возрос. Все расходы по организации, оборудованию и содержанию школы несут немцы».
Летом, в лётный период, наземный персонал насчитывал свыше 200 человек (с немецкой стороны — около 140 человек), зимой число уменьшалось (с немецкой стороны — около 40 человек). В 1932 году общая численность личного состава центра достигала 303 человек: 43 немецких и 26 советских курсантов, 234 человека рабочих, служащих и технических специалистов. Руководство рейхсвера строго контролировало все детали деятельности совместных структур на территории СССР, особое внимание уделялось секретности. Немецкие лётчики носили советскую форму без знаков различия.
При школе проводилась исследовательская работа, для которой материальная часть немецким Генштабом тайно приобреталась за границей. В практический курс подготовки лётчиков входило отрабатывание ведения воздушного боя, бомбометание из различных положений, изучение вооружения и оборудования для самолётов — пулемётов, пушек, оптических приборов (прицелы для бомбометания и зеркальные прицелы для истребителей) и т. д.
Всего за восемь лет существования авиашколы в Липецке в ней было обучено или переподготовлено 120 лётчиков-истребителей (30 из них являлись участниками Первой мировой войны, 20 — бывшими лётчиками гражданской авиации) для Германии и 100 лётчиков-наблюдателей. Точное число советских авиационных специалистов, прошедших обучение под руководством немецких инструкторов, установить не удалось.
В начале 1930-х годов, ещё до прихода к власти в Германии Гитлера, немецкое участие в проекте стало заметно сокращаться. Уже на переговорах в ноябре 1931 года немецкая сторона уклонилась от обсуждения возможности превращения авиашколы в Липецке в крупный совместный научно-исследовательский центр. Происходило это по причине сближения СССР с другими западноевропейскими странами, в частности с Францией. Рапалльский договор, подписанный между РСФСР и Веймарской республикой в 1922 году, стал терять свою актуальность. 15 сентября 1933 года липецкий проект был закрыт, постройки, возведённые германскими специалистами, и значительная часть оборудования были переданы советской стороне.
Выпускниками и сотрудниками этой школы являлись будущие генералы люфтваффе Гуго Шперле, Гюнтер Кортен, Ганс Ешоннек, Отто Деслох, Ганс Зейдеман, Йозеф Каммхубер, Курт Пфлугбейль, Георг Рике, Вильгельм Шпейдель, Густав Кастнер-Кирдорф, Эрих Кваде, Генрих Ашенбреннер, Карл Август фон Шенебек, а также полковник Николаус фон Белов, в 1937 году ставший личным адъютантом Гитлера.
Для советской стороны результаты этого сотрудничества не были столь эффективными. В период массовых репрессий в РККА были расстреляны военачальники, наиболее глубоко изучившие германские вооруженные силы, и ряд бывших командиров, служивших на объекте «Кама», а ещё 39 командиров арестованы после начала Великой Отечественной войны как «немецкие шпионы».

### Высшая лётно-тактическая школа ВВС
Решение о создании на базе ликвидируемого объекта Высшей лётно-тактической школы ВВС (ВЛТШ) было принято постановлением Реввоенсовета СССР от 5 июля 1933 года. С января 1934 года ВЛТШ приступила к работе. При школе действовали Липецкие авиационные курсы усовершенствования командиров эскадрилий (среди выпускников этих курсов в мае 1941 года был будущий генерал-лейтенант авиации Василий Иосифович Сталин).
После Великой Отечественной войны произошло перевооружение на реактивные самолёты, добавился новый учебный авиаполк, готовивший командные кадры для частей дальней авиации. В тот же период соорудили два аэродрома: первый — с бетонным покрытием, в районе Венеры, второй — с грунтовым покрытием, в районе села Кузьминские Отвержки (в настоящее время — гражданский аэропорт «Липецк»).
Современная история Липецкого авиацентра берет свое начало от 1949 года.

### 4-й центр боевого применения и переучивания лётного состава ВВС

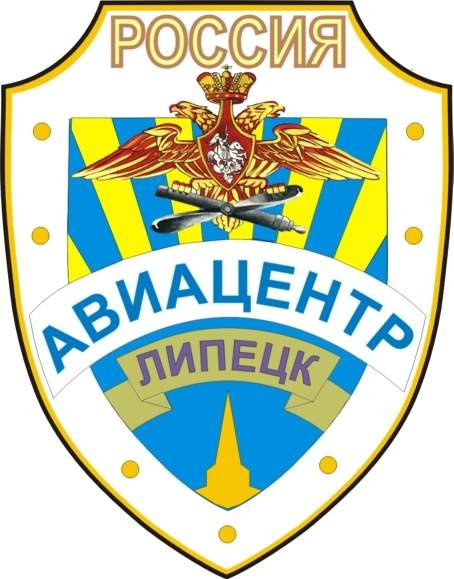
Герб Липецкого авиацентра

4-й центр боевого применения ВВС был сформирован в Тамбове 19 апреля 1953 года. В 1954 году был переведён в Воронеж, а в 1960 году — в Липецк, после чего был преобразован в 4-й центр боевого применения и переучивания лётного состава ВВС.
В учебном отделе центра в советский период прошли подготовку более 45 тысяч офицеров различных специальностей. В Липецком авиацентре на новые типы самолётов переучивались также 11 советских лётчиков-космонавтов. Как символ славной авиационной истории Липецка, в августе 1969 года на площади Авиаторов установили памятник — устремлённый ввысь истребитель МиГ-19.
После распада СССР оборонно-промышленный комплекс деградировал, бюджет вооружённых сил значительно сократился и, как следствие, для Липецкого авиацентра настали трудные времена. Лишь с 2003 года начались перемены к лучшему: увеличились лимиты топлива, стала укрепляться материальная база.
В июле 2003 года, к 300-летию Липецка, состоялось полуторачасовое авиашоу. К этому событию с визитом прилетела делегация французских военных лётчиков, которую возглавил генерал Жан Ромуальд Роберт. Делегация прибыла на военно-транспортном самолёте С-130, трёх истребителях «Мираж F1CT» и одном "Мираж 2000B.
22 апреля 2004 года авиацентр посетили Президент Российской Федерации В. В. Путин и премьер-министр Италии Сильвио Берлускони, приехавшие в Липецк на открытие итальянского предприятия Ariston. Была продемонстрирована в действии авиационная техника, показаны фигуры высшего пилотажа, в том числе наиболее сложные, с личным участием начальника центра Александра Харчевского.

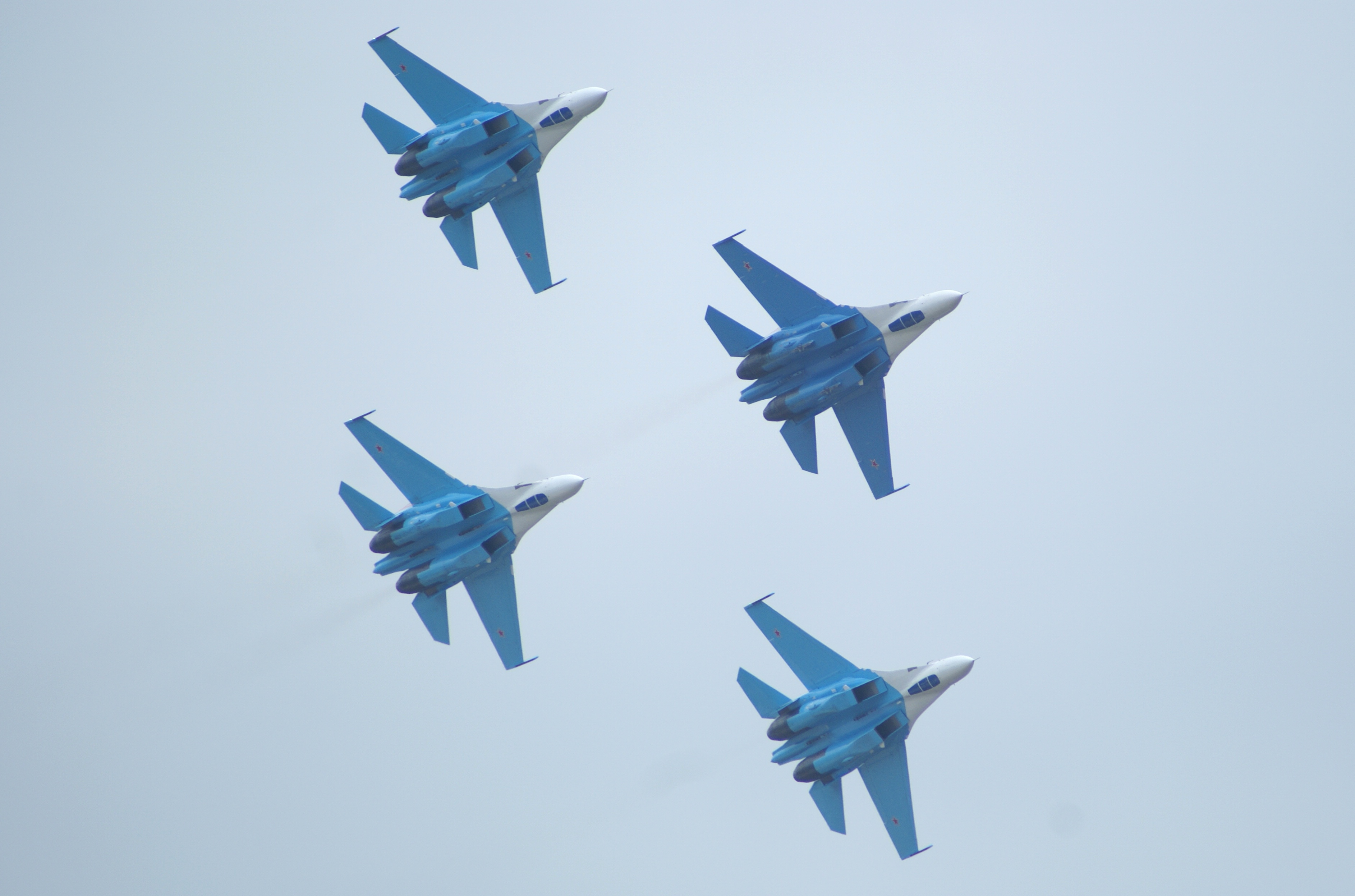
Липецкий центр боевого применения и переучивания лётного состава, пилотажная группа «Соколы России» на МАКС-2009.

5 сентября 2006 года Липецкий авиацентр впервые посетила делегация из 32 стран-членов ОБСЕ.
3 августа 2007 года с испытательного аэродрома Новосибирского авиационного промышленного объединения вылетел новейший российский истребитель-бомбардировщик Су-34. Под управлением лётчиков ГЛИЦ Сергея Щербины и Александра Ащенкова самолёт прибыл в Липецкий авиацентр, где был торжественно принят и заступил на службу в ВВС.
Фронтовые бомбардировщики Су-24 и Су-34 Липецкого ЦБП и ПЛС приняли участие в параде на Красной площади 9 мая 2008 года. Су-34 управлял лично начальник авиацентра генерал-майор А. Н. Харчевский.
19 июня 2008 года исполнилось 55 лет со дня основания Липецкого авиацентра.
В 2011 году военная прокуратура Западного военного округа возбудила уголовное дело по факту вымогательства денег у лётчиков Липецкого авиацентра. По сведениям «Интерфакса», основанием для этого стала информация, изложенная в интернет-обращении старшего лейтенанта Игоря Сулима, которая нашла своё подтверждение в ходе проверки. Фигурантами дела, возбужденного по 286-й статье УК России («превышение должностных полномочий») стали командир воинской части, полковник Эдуард Ковальский и его заместитель по воспитательной работе, полковник Сергей Сидоренко. После 3 лет судебного разбирательства они были признаны виновными и приговорены к лишению свободы условно на срок 4 и 5 лет, а также к выплате компенсаций пострадавшим.
В 2013 году лётным составом авиацентра началось освоение сверхманевренных многофункциональных истребителей Су-30СМ; в 2014 году началось освоение истребителя Су-35С.
В 2014 году аэродром авиацентра использовался как базовый аэродром на время проведения соревнований лётных экипажей ВВС и авиации ВМФ «Авиадартс».
В августе 2015 года начальник авиацентра генерал-майор Александр Харчевский ушёл в отставку; его место занял Герой Российской Федерации генерал-майор С. И. Кобылаш. С августа 2022 года авиацентром руководит генерал-майор Николай Мышкин.

### Российско-украинская война
9 августа 2024 года на фоне вторжения России на Украину аэродром подвергся массированной атаке беспилотников. В ходе атаки были поражены склады с управляемыми авиационными бомбами и ряд других объектов.
20 октября 2024 года БПЛА ВСУ снова атаковали аэродром. По заявлению Генштаба ВСУ были атакованы склады боеприпасов, топливные хранилища и самолеты.

## Структура

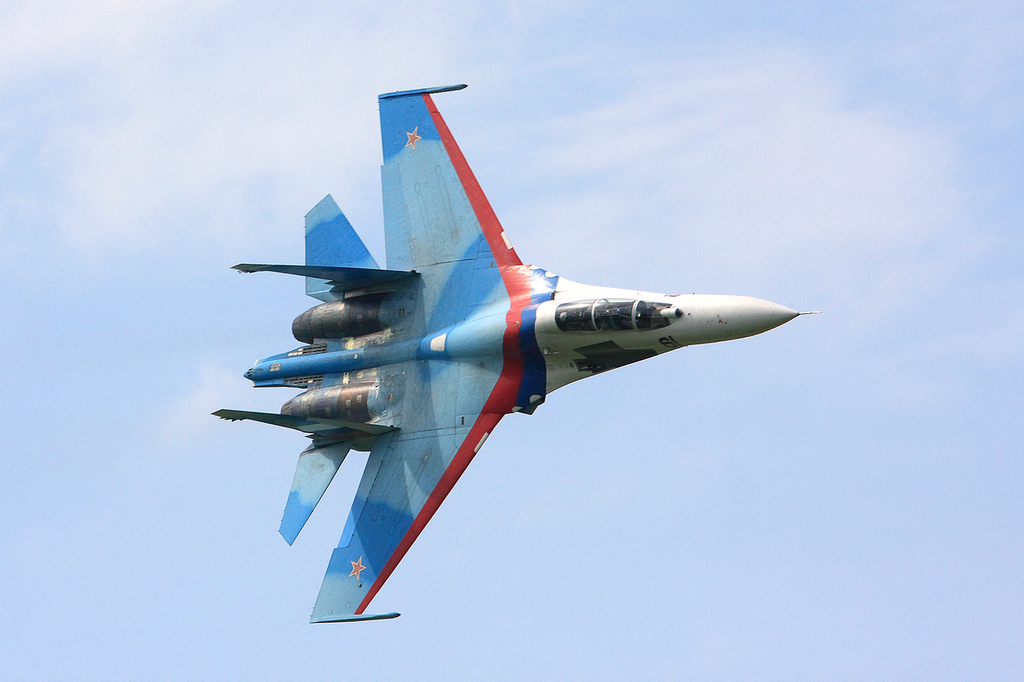
Сольный пилотаж во время выступления в г. Тамбов, 2008 г.

- 968-й исследовательско-инструкторский смешанный авиаполк (968 иисап) — Липецк — МиГ-29, Су-24, Су-25, Су-27, Су-30, Су-34, Як-130
- 4020-я база резерва самолётов (4020 БРС) — Липецк

На 2008 год в 968 иисап действуют четыре авиаэскадрильи: 1-я истребительная авиаэскадрилья (Су-27, Су-27УБ, Су-30, Су-27СМ), 2-я истребительная авиаэскадрилья (МиГ-29), 3-я бомбардировочная авиаэскадрилья (Су-24М), 4-я штурмовая авиаэскадрилья (Су-25).
В 2007 году в центр поступили новейший истребитель-бомбардировщик Су-34 и модернизированные фронтовые бомбардировщики Су-24М2.
В 2010 году в состав Липецкого авиацентра вошёл 344 Центр подготовки и переучивания лётного состава армейской авиации в городе Торжок Тверской области.
В состав центра входят пилотажные группы «Соколы России», «Русские витязи» и «Стрижи».

## Участие в авиасалонах и военных учениях
Липецкий авиационный центр принимал участие в Международном авиакосмическом салоне МАКС в 2007, 2009, 2011, 2013 и 2015 годах.
В 2006, 2008, 2009, 2011, 2013 и 2015 годах Липецкий авиацентр принимал участие в Международной выставке вооружения и военной техники в Нижнем Тагиле
Также летчики Липецкого авиацентра регулярно выступают на праздниках, посвященных Дню Победы. Так, 9 мая 2008, 2009, 2010, 2013, 2014, 2015 и  2016 годов самолеты Липецкого авиацентра были в строю воздушного парада над Красной площадью в Москве.
В 2012 году 57 экипажей оперативно-тактической, армейской и транспортной авиации из числа курсантов и действующих летчиков Липецкого авиацентра участвовали в воздушном празднике «Общее небо», посвященном 100-летию ВВС России.
Также Липецкий авиацентр регулярно представляет группы летчиков для участия в международных и внутрироссийских армейских учениях, таких как «Рубеж-2005», «Центр-2008», «Взаимодействие-2008», «Запад-2009», «Восток-2010», «Щит Союза-2011». «Запад-2013». Центр явился базой для проведения совместных учений ВВС России и Франции в 2013 году, ВВС России и Индии «Авиаиндра-2014», а также Всероссийского и Международного конкурса летных экипажей «Авиадартс», в соревнованиях которого лётчики Липецкого авиацентра выступают регулярно.

## Музей авиацентра
В авиацентре есть свой музей, который действует с 1980 года. Находящаяся там выставка подробно отражает основные этапы авиационной истории города от первой эскадры самолётов «Илья Муромец» и до сегодняшних дней. Экспозиция музея включает образцы авиационного вооружения и оборудования, спецобмундирования, макеты самолётов и вертолётов, а также памятные подарки авиацентру. В музее хранится список из пятидесяти имён лётчиков авиацентра, погибших при исполнении лётных заданий с 1955 по 1995 год.

## Школа на улице Игнатьева
После войны авиацентру передали четыре дома на улице Игнатьева — № 31, № 36, № 38 и № 40, в которых ранее размещалась немецкая школа. В 2008 году здания, имевшие охранный статус, снесли.

## Начальники
Начальники Высшей лётно-тактической школы ВВС
- Комдив Котов Н. Я. — декабрь 1933 — июнь 1937 гг.
- генерал-майор авиации Шахт Э. Г. — июнь 1937 г. — 193?
- полковник Вершинин К. А. — май 1941 — сентябрь 1941 гг.
- генерал-лейтенант авиации Селезнёв Н. Г. — 1946—1950 гг.

Начальники 4-го Центра боевого применения и переучивания лётного состава ВВС им. В. П. Чкалова
- генерал-майор авиации Жуков А. П. — 1953—1954 гг.
- генерал-майор авиации Лебедев В. С. — 1954 г.
- генерал-майор авиации Куманичкин А. С. — 1954—1960 гг.
- генерал-майор авиации Чертков А. А. — 1960—1963 гг.
- генерал-лейтенант авиации Луцкий В. А. — 1963—1970 гг.
- генерал-лейтенант авиации Свиридов И. Д. — 1970—1977 гг.
- генерал-лейтенант авиации Бобровский А. И. — 1977—1988 гг.
- генерал-майор авиации Осканов С. С. — 1989—1992 гг.
- генерал-майор Чага Н. И. — 1992—1997 гг.
- генерал-майор Харчевский А. Н. — 1997—2015 гг.
- генерал-лейтенант Кобылаш С. И. — 2015—2016 гг.
- генерал-лейтенант Сушков Ю. А. — 2016—2022 гг.
- генерал-майор Мышкин Н. Н. — с 2022 г.